# Crepidium clemensii
Crepidium clemensii är en orkidéart som först beskrevs av Johannes Jacobus Smith, och fick sitt nu gällande namn av Marg.. Crepidium clemensii ingår i släktet Crepidium, och familjen orkidéer. Inga underarter finns listade i Catalogue of Life.